# Miloš Pavlović (Schachspieler, 1964)
Miloš Pavlović (* 5. Januar 1964 in Belgrad) ist ein serbischer Schachspieler, -trainer und -autor. Seit 1981 tritt er bei internationalen Turnieren an und erlangte bis 1993 die erforderlichen Normen für den Großmeister-Titel, der ihm 1994 verliehen wurde. Sein bislang größter Erfolg war der zweimalige Sieg beim Meisterturnier des renommierten Internationalen Schachfestivals Biel/Bienne in der Schweiz. Darüber hinaus wurde er 2002 jugoslawischer Meister. Er spielte bei der Mannschaftseuropameisterschaft 2003 für die Nationalmannschaft Serbiens und Montenegros und tritt zurzeit für ŠK Lasta Belgrad in der ersten serbischen Liga sowie in Dänemark für Fredericia Skakforening an. Mit dem ŠK Lasta Belgrad nahm er auch 2009 am European Club Cup teil, er hat auch schon für den ŠK Montenegrobanka Podgorica und die Mannschaft von Agrouniverzal Zemun gespielt, mit der er 1999 den zweiten Platz im European Club Cup erreichte.
Als Trainer betreute er unter anderem Jovanka Houska, Gawain Jones, Borki Predojević, Jovana Rapport, Nataša Bojković und mehrfach sowohl die serbische Männer- als auch die Frauennationalmannschaft.
Pavlović spielt sowohl mit Schwarz als auch mit Weiß am häufigsten die Sizilianische Verteidigung, über die er zwei Bücher geschrieben hat, ein weiteres zur Spanischen Partie. Darüber hinaus veröffentlichte er mehrere Artikel im Schachinformator und in New In Chess.

## Turniersiege
- Offenes Meisterturnier des Internationalen Schachfestivals Biel/Bienne: 1998 (8½/11), 2002 (8/11)
- South Wales International Masters in Caerleon: 2006 (7/9)
- GLENCO Chess in Fredericia: 2013 (7/9)
- Meisterschaft der Bundesrepublik Jugoslawien: 2002

## Publikationen
- Miloš Pavlović: Fighting the Ruy Lopez, Everyman Chess, London, 2009, ISBN 978-1857445909
- Miloš Pavlović: Cutting Edge Open Sicilian 1, Quality Chess Glasgow, 2010, ISBN 978-1906552572
- Miloš Pavlović: Cutting Edge Sicilian Najdorf 8. Be3. Quality Chess Glasgow, 2011, ISBN 978-1906552770
- Miloš Pavlović: The Modernized Nimzo: Queen's Gambit Declined, Thinkers Publishing, Nevele, 2018, ISBN 978-9492510136